# Hannah cum Hagnaby
Hannah cum Hagnaby est une paroisse civile et un village du Lincolnshire, en Angleterre.